# Daniela Schadt

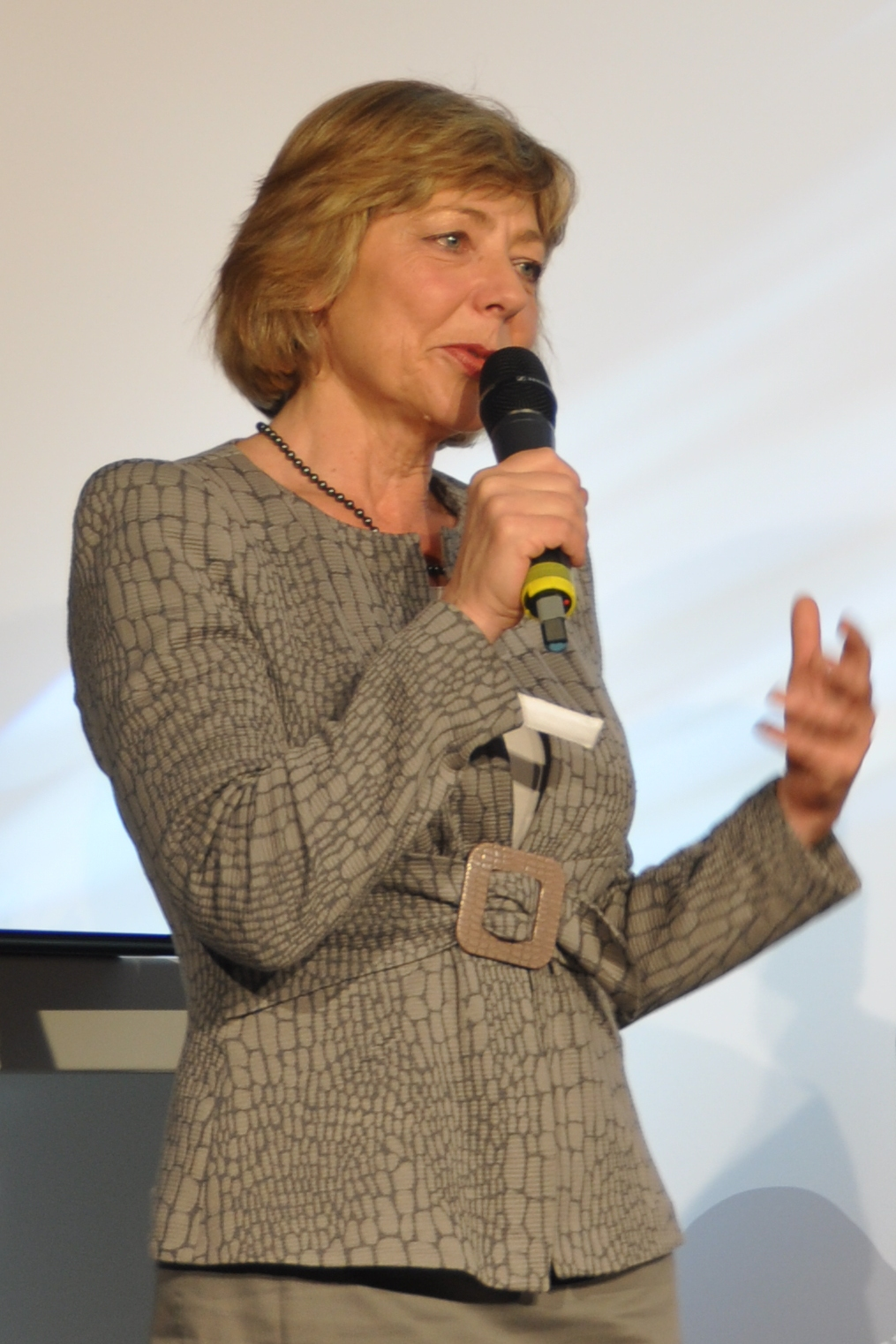
Daniela Schadt (2017)

Daniela Schadt (* 3. Januar 1960 in Hanau) ist eine deutsche Journalistin. Sie ist seit dem Jahr 2000 die Lebensgefährtin von Joachim Gauck, welcher von März 2012 bis März 2017 Bundespräsident war.

## Werdegang

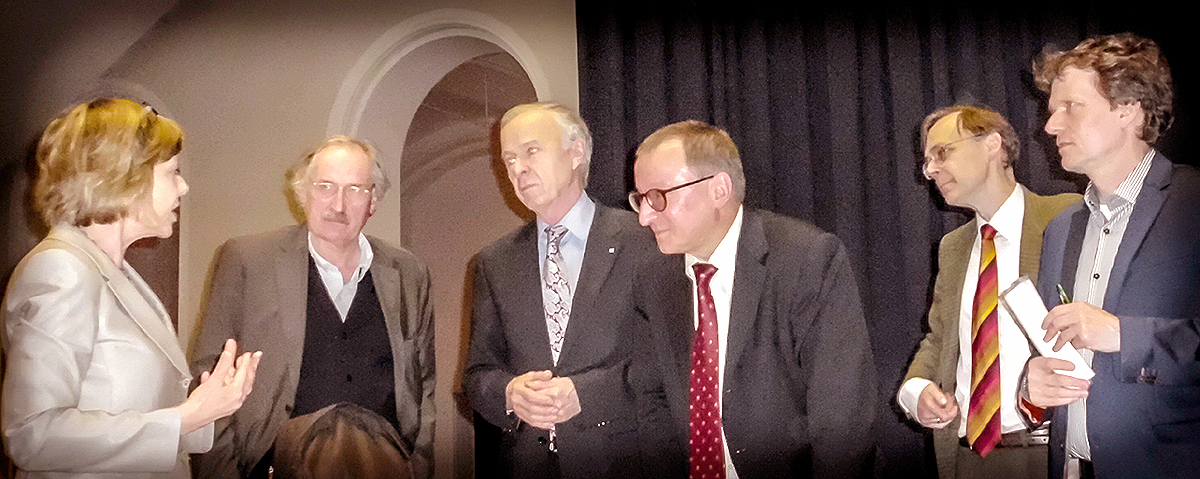
Daniela Schadt (links) beim 4. Festival der Philosophie in Hannover

Schadts Eltern gehörte die 1927 gegründete Hanauer Lackfabrik Schadt & Co. KG. 1978 legte sie an der Karl-Rehbein-Schule ihrer Geburtsstadt das Abitur ab. Sie studierte anschließend an der Johann Wolfgang Goethe-Universität in Frankfurt am Main Germanistik, Politik und französische Literatur. Ihr Studium schloss sie 1985 mit einem Magister Artium ab. 
Sie absolvierte ein Praktikum beim Hanauer Anzeiger. und kam 1986 als freie Mitarbeiterin zur Nürnberger Zeitung. Nach einem Volontariat arbeitete Schadt dort seit 1992 als Redakteurin und später als Ressortleiterin Innenpolitik. 
Nach der Wahl Gaucks zum Bundespräsidenten ließ sie ihre journalistische Tätigkeit ruhen.
Im Nürnberger Presseclub war sie ehrenamtlich Beisitzerin im Vorstand.  Während der Amtszeit von Gauck war sie Schirmherrin der Deutschen Kinder- und Jugendstiftung und (wie vor ihr die Ehefrauen aller vorheriger Bundespräsidenten) Schirmherrin von UNICEF und des Müttergenesungswerkes.
2013 gab Schadt bekannt, die Schirmherrschaft der Special Olympics Deutschland zu übernehmen.
Von 2013 bis 2017 war sie auch Schirmherrin für die Initiative „Deutschland summt!“ der Stiftung für Mensch und Umwelt.

## Persönliches
Schadt ist seit 2000 mit Joachim Gauck liiert. Die beiden lernten sich in Nürnberg bei einem seiner Vorträge kennen. Gauck war damals Bundesbeauftragter für die Stasi-Unterlagen. 
Sie ist unverheiratet und hat keine Kinder. 
Gauck lebt seit 1991 von seiner Ehefrau getrennt. 
Schadt begleitete Gauck bei dessen öffentlichen Terminen und wurde als First Lady rezipiert. Als solche nahm sie repräsentative und karitative Aufgaben wahr.

## Auszeichnungen
- 2013: Großkreuz des Falkenordens
- 2013: Orden des Marienland-Kreuzes I. Klasse
- 2014: Großkreuz des norwegischen Verdienstordens
- 2016: Großkreuz des Leopoldsordens
- 2016: Großkreuz des Sterns von Rumänien
- 2016: Hans-Rosenthal-Ehrenpreis[11]